# Lijst van burgemeesters van Rijswijk (Zuid-Holland)
Dit is een lijst van burgemeesters van de Nederlandse gemeente Rijswijk in de provincie Zuid-Holland.
| Ambtsperiode                 | Naam burgemeester                                 | Leven     | Partij of stroming | Bijzonderheden                                  |
| ---------------------------- | ------------------------------------------------- | --------- | ------------------ | ----------------------------------------------- |
| 1811 - 1847                  | Jhr. mr. Johan Willem (J.W.) van Vredenburch      | 1782-1849 |                    | Werd opgevolgd als burgemeester door zijn zoon. |
| 1847 - 1850                  | Jhr. mr. Jacob (J.) van Vredenburch               | 1821-1850 |                    | Volgde zijn vader op als burgemeester.          |
| 1850 - 1871                  | Jhr. mr. Jan Hendrik (J.H.) Caan van Neck         | 1817-1872 |                    |                                                 |
| 1871 - 1875                  | Petrus Marinus (P.M.) Cochius                     | 1840-1891 |                    |                                                 |
| 1 mei 1875 - 22 januari 1908 | P. Verhagen Metman                                | 1836-1908 |                    | Voorafgaand burgemeester van Maasland.          |
| 1908 - 1911                  | Ernest (E.L.) baron van Hardenbroek van Lockhorst | 1862-1912 |                    |                                                 |
| 1911 - 1920                  | Mr. Berthold Justus Daniel Zubli                  | 1866-1945 |                    |                                                 |
| 1920 - 1931                  | Justus Cornelis Pape                              | 1882-1931 | ARP                |                                                 |
| 1931 - maart 1943            | Mr. Jacques (J.A.G.M.) van Hellenberg Hubar       | 1896-1951 | RKSP               |                                                 |
| maart 1943 - maart 1945      | Harmen (H.) Westra                                | 1883-1959 | NSB                |                                                 |
| maart 1945 - mei 1945        | Henri (H.C.) van Maasdijk                         | 1904-1985 | NSB                | waarnemend                                      |
| 1945 - 1946                  | Mr. Jacques (J.A.G.M.) van Hellenberg Hubar       | 1896-1951 | KVP                |                                                 |
| 1946 - 1950                  | Theodoor Petrus Jan Elsen                         | 1887-1950 | KVP                |                                                 |
| 1951 - 1952                  | Jo (J.L.Ch.) van der Heijden                      | 1893-1952 | KVP                |                                                 |
| 1952 - 1973                  | Drs. Archibald (A.Th.) Bogaardt                   | 1908-1983 | KVP                |                                                 |
| 1974 - 1978                  | Mr. Hans (J.H.) Grosheide                         | 1930-2022 | ARP                |                                                 |
| 1979 - 1981                  | Mr. Henk (H.J.) Zeevalking                        | 1922-2005 | D66                |                                                 |
| 1982 - 1986                  | Riet (M.J.) Daamen-van Houte                      | 1929-2007 | D66                |                                                 |
| 1986 - 2000                  | Mr. Pieter (P.) Roscam Abbing                     | *1939     | VVD                |                                                 |
| 2000 - 2012                  | Mw. Ineke (G.W.) van der Wel-Markerink            | *1950     | PvdA               |                                                 |
| 2012 - 2013                  | Herman (H.W.M.) Klitsie                           | *1949     | PvdA               | waarnemend                                      |
| 2013 - 2020                  | Drs. Michel (M.J.) Bezuijen                       | *1966     | VVD                | [ 2 ]                                           |
| 2020 - 2022                  | Mr.drs. Bas (G.A.A.) Verkerk                      | *1958     | VVD                | waarnemend                                      |
| 2022 - heden                 | Huri (S.) Sahin                                   | *1975     | GroenLinks         | [ 4 ]                                           |